# Раделчис I (Беневенто)
Раделчис I (на латински: Radelchis I, Radalgis; † 851) е лангобардски принц на Беневенто от 839 до 851 г.

## Управление
През 839 г. Раделчис убива принц Сикард, затваря брат му Сиконулф в Таранто и заема трона след това. Последва война между Раделчис и Сиконулф от Салерно. През 841 г. наема сарацини. Войната е прекратена през 851 г. от император Лудвиг II, който признава Сиконулф за принц на Салерно и изгонва сарацините от Беневенто. Херцогството Беневенто е разделенено на три Беневенто, Княжество Салерно и Княжество Капуа.
На трона го последва неговият син Раделгар (851 – 854). Другият му син е Аделчис (княз на Беневенто, 854 – 878).